# Isonychus obsoletus
Isonychus obsoletus är en skalbaggsart som beskrevs av Blanchard 1850. Isonychus obsoletus ingår i släktet Isonychus och familjen Melolonthidae. Inga underarter finns listade i Catalogue of Life.